# كيفن كيليان
كيفن كيليان (بالإنجليزية: Kevin Killian)‏ (24 ديسمبر 1952 في الولايات المتحدة - 15 يونيو 2019، سان فرانسيسكو في الولايات المتحدة)؛ شاعر وروائي أمريكي.

## روابط خارجية
- كيفن كيليان على موقع IMDb (الإنجليزية)